# 불탑
불탑(佛塔) 또는 탑파(塔婆), 파고다(Pagoda)는 산스크리트어인 스투파(Stupa)에 어원을 둔 단어로 석가모니의 사리가 안치되어 있는 일종의 무덤 건축물을 의미한다.

## 역사
탑의 기원은 석가모니가 열반에 든 후 그 사리를 보관한 무덤인데, 이후 석가모니의 사리가 여러 지방으로 옮겨지면서 여러 형태의 탑이 만들어졌다. 이들은 대부분 네모난 기단을 다지고 그 위에 봉분에 해당하는 둥근 구조물을 얹고 다시 그 위에 우산 모양의 상륜부를 얹은 당시 인도의 무덤 형태를 따랐다. 이 구조는 탑이 중국으로 전파된 이후에도 그대로 이어졌는데, 중국의 목조건축양식 혹은 벽돌건축양식과 만나 둥근 구조물과 상륜부는 축소되어 탑의 지붕 위에 장식처럼 얹히게 되었다. 이들을 각각 목탑양식, 전탑양식이라 부른다. 이 두 양식이 다시 한국으로 전해져 황룡사, 미륵사, 분황사의 탑이 만들어졌고 다시 두 양식이 혼합되어 한국 고유의 석탑양식이 만들어졌다. 그 대표적인 예가 감은사와 불국사의 탑이다. 석탑양식은 고려조까지 계속 이어졌고 고려 중기 이후 원의 영향으로 경천사 십층석탑 등이 만들어졌다. 일본으로 전파된 탑은 목조건축이 발달한 일본의 문화에 따라 목탑양식이 그 주류를 이루게 되었다.

## 사리
탑은 본래 석가모니의 사리인 진신사리(眞身舍利)가 들어가게 되어 있다. 그러나 탑의 수가 늘어나자 한정된 수의 진신사리로는 수요에 응할 수 없게 되었다. 그리하여 석가모니를 상징하는 법신사리(法身舍利)로써 진신사리를 대체하기 시작했다. 법신사리는 불경·불상·옷·발우·지팡이·좌구(坐具)·보석 등이 될 수 있으며, 심지어는 모래·풀·대나무·나뭇가지도 될 수 있다.

## 구조
탑은 그 역사에서 비롯된 크게 세 부분으로 나누어지는 구조를 가지는데 가장 아래쪽의 기단부와 탑의 몸체를 이루는 탑신부, 그리고 위에서 언급한 상륜부가 그것이다. 기단부는 다시 상대기단과 하대 기단으로 나누어지는데 경우에 따라 하대 기단은 생략되기도 한다. 탑신부는 탑의 중심이 되는 부분으로 탑의 층수를 결정한다. 상륜부는 노반, 복발, 용주, 보좌 등등의 여러 부분으로 세분된다.

## 종류

### 건축재
동아시아의 각국은 독자적인 탑 문화를 갖고 있었다. 대한민국은 석탑, 중국은 전탑, 일본은 목탑이 보편적이었다.

#### 석탑

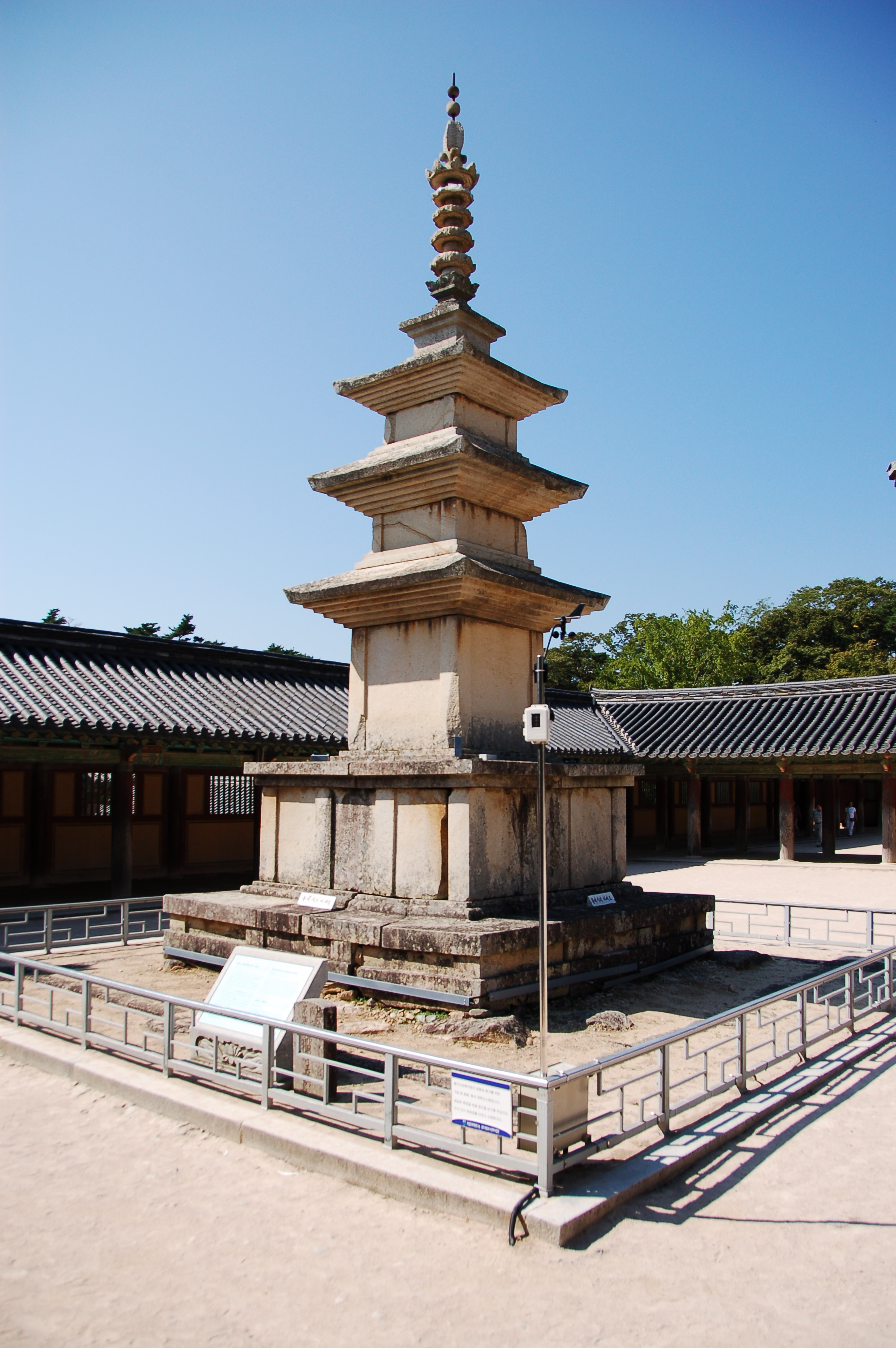
한국의 대표적인 석탑인 석가탑

한국은 화강암이 풍부한 나라답게 대부분의 현존하는 탑은 석탑이다.
중국에서 최초의 대규모 석탑은 수나라 때인 611년 산둥성 지난시 리청구에 있는 사문탑이다. 숭악사탑과 마찬가지로 탑 꼭대기에 첨탑이 있다.

#### 목탑
중국의 한나라부터 남북조 시대까지 탑은 다른 고대 중국의 건축물처럼 대부분 목재로 지어졌다.

#### 전탑
전탑은 벽돌을 이용하여 지은 탑을 의미한다. 전탑에 사용된 벽돌은 흙을 불에 구워서 만들어졌다.
전탑 목록
- 안동 법흥사지 칠층전탑
- 칠곡 송림사 오층전탑 사리장엄구
- 칠곡 송림사 오층전탑
- 안동 조탑리 오층전탑
- 안동 운흥동 오층전탑
- 청도 불령사 전탑

## 같이 보기
- 차이티야
- 중국의 건축